# Prokletija
Prokletija (sr. Проклетиjе) é uma cordilheira localizada entre Kosovo, Albânia, Montenegro e Sérvia. A parte mais ao sul e mais alta das montanhas dináricas. 
Esta montanha é a mais imaculada da Europa, mas foi recentemente visitada. Seu nome em cirílico depende da pronúncia búlgara ou sérvia na chamada união linguística dos Balcãs, porque na Idade Média estava localizada na fronteira entre os dois povos.